# Koriakita
La koriakita és un mineral de la classe dels sulfats. El mineral rep el nom dels koriaks, un grup ètnic que són els habitants originals de la península de Kamxatka.

## Característiques
La koriakita és un sulfat de fórmula química NaKMg₂Al₂(SO₄)₆. Va ser aprovada com a espècie vàlida per l'Associació Mineralògica Internacional l'any 2018. Cristal·litza en el sistema trigonal. La seva duresa a l'escala de Mohs es troba entre 2 i 3. Estructuralment es troba relacionada amb la millosevichita i la mikasaïta.
L'exemplar que va servir per a determinar l'espècie, el que es coneix com a material tipus, es troba conservat a les col·leccions del museu mineralògic de la Universitat Estatal de Sant Petersburg (Rússia), amb el número d'espècimen: 1/19688.

## Formació i jaciments
Va ser descoberta a la fumarola Iadovítaia, situada al segon con d'escòria de l'avanç nord de la Gran erupció fissural del volcà Tolbàtxik, al krai de Kamtxatka (Rússia). Es tracta de l'únic indret de tot el planeta on ha estat descrita aquesta espècie mineral.